# Das Narrenschiff (Film)
Das Narrenschiff (Originaltitel: Ship of Fools) ist ein US-amerikanischer Schwarzweiß-Spielfilm aus dem Jahr 1965, der die Geschichten verschiedener Passagiere eines Linienschiffes in den 1930er Jahren  erzählt. Rollen übernahmen u. a. Vivien Leigh, Simone Signoret, José Ferrer, Lee Marvin, Oskar Werner, Michael Dunn, Elizabeth Ashley,  George Segal, José Greco und Heinz Rühmann. Das Drehbuch des Films wurde von Abby Mann geschrieben, der den gleichnamigen Roman von Katherine Anne Porter als Vorlage nahm. Es wurde der letzte Film mit Vivien Leigh und zugleich das US-Filmdebüt für Christiane Schmidtmer.

## Handlung
1933, kurz bevor in Deutschland die Nationalsozialisten die Macht übernehmen, befindet sich der deutsche Passagierdampfer „Vera“ auf dem Wege von Veracruz nach Bremerhaven. Die Passagiere sind international bunt zusammengewürfelt. Die Reise bietet ihnen hinreichend Gelegenheit, nicht nur ihre Wünsche und Hoffnungen, sondern auch ihre Charaktere und Schwächen zu entfalten.
Der US-Amerikaner Bill Tenny, der früher einmal ein erfolgreicher Baseballprofi war, inzwischen aber als Sportler gescheitert ist, gebärdet sich als Sexualprotz. Der deutsche Verleger Rieber, obwohl verheiratet, flirtet heftig mit seiner Sekretärin Lizzi, einer üppigen Blondine, und singt gegenüber den anderen Passagieren ein Loblied auf die zukünftigen nationalsozialistischen Machthaber in seiner Heimat. Für Juden hat er nur abfällige Bemerkungen übrig. Trotzdem lässt sich der jüdische Kaufmann Löwenthal von ihm nicht aus seiner Ruhe bringen. Er glaubt an das Gute im Menschen und bleibt ein deutscher Patriot. Eine drogenabhängige spanische Komtessa, aus Kuba ausgewiesen, betört den herzkranken österreichischen Schiffsarzt Dr. Schumann. Er wird gegen Ende der Reise einem Herzanfall erliegen, nachdem er sich in die Adlige verliebt, sie dann aber doch nicht in ihr Exil begleitet hatte. Dem deutschen Geschäftsmann Freytag, der mit einer Jüdin verheiratet ist, wird, nachdem diese Tatsache offenbar wird, sein Platz am Kapitänstisch verwehrt. Später gesteht er einer Mitreisenden, dass er auf Druck seiner Vorgesetzten von seiner Frau getrennt lebt. Die Liebe des erfolglosen Malers David mit der aus wohlhabender Familie kommenden Jenny zerbricht während der Fahrt. Mary Treadwell, eine alternde amerikanische Dame, lässt nach diversen Ehen und Liebschaften an den Männern kein gutes Haar. Der alte Professor Graf, der seine Gottesfürchtigkeit zur Schau stellt, schikaniert seinen ihn pflegenden Neffen. Das Schweizer Ehepaar Hutten lässt eine Bulldogge zwischen sich am Speisetisch sitzen und behandelt den Hund besser als jeden Menschen. Der Kapitän des Schiffes versucht, sich möglichst von den Passagieren fernzuhalten, wird aber immer wieder in Zwistigkeiten hineingezogen.
Auf dem Unterdeck vegetieren derweil ein paar hundert Plantagenarbeiter, die in Kuba zugestiegen sind, weil sie durch den Fall der Weltmarktpreise für Zucker arbeitslos geworden sind, in Schmutz und Armut dahin. Als der Hund des Schweizer Ehepaares von den ungehobelten Kindern der Flamencotänzer über Bord geworfen wird, rettet ihn einer der Passagiere des Unterdecks, der aber dabei ertrinkt. Für Aufheiterung sorgt eben jene spanische Tanzgruppe, deren weibliche Mitglieder allesamt Prostituierte sind und deren Leiter Pepe als Zuhälter der Frauen und Mädchen seiner Gruppe agiert, seiner eigenen ungezogenen Kinder aber nicht Herr wird. Nur Karl Glocken, ein gehbehinderter und buckliger Kleinwüchsiger, behält immer Übersicht, Fassung und Humor.
In Bremerhaven verlassen alle Passagiere das Schiff, während der Kapitän die trauernde Familie von Dr. Schumann begrüßt. Am Ende erscheint auch wieder der Kleinwüchsige und spricht wie am Anfang direkt in die Kamera. Seine rhetorische Frage an die Zuschauer, die sich nun bestimmt fragen würden, was das alles mit ihnen zu tun habe, beantwortet er gleich darauf selbst: „Nichts.“

## Auszeichnungen

### Oscar
Der Film gewann bei der Oscarverleihung 1966 den Preis für Bestes Szenenbild Schwarzweiß (Robert Clatworthy, Joseph Kish) und den Oscar für die beste Kamera (Ernest Laszlo). Er war außerdem für den Oscar für Bester Hauptdarsteller (Oskar Werner), Bester Nebendarsteller (Michael Dunn), Beste Hauptdarstellerin (Simone Signoret), bestes Kostümdesign Schwarzweiß (Bill Thomas), Bester Film und Bestes adaptiertes Drehbuch nominiert.

### Gewonnen
New York Film Critics Circle Award 1965
- Bester Hauptdarsteller (Oskar Werner)

National Board of Review 1966
- Bester Hauptdarsteller (Lee Marvin)

### Nominiert
British Film Academy Awards 1966
- Bester ausländischer Schauspieler (Oskar Werner)
- Beste ausländische Schauspielerin (Simone Signoret)

Golden Globe Awards 1966
- Bester Film
- Bester Hauptdarsteller (Oskar Werner)
- Beste Hauptdarstellerin (Simone Signoret)

Laurel Awards 1966
Bester Nebendarsteller (Michael Dunn)
WGA Awards 1966
- Bestes amerikanisches Dramadrehbuch (Abby Mann)

## Kritiken
Das Narrenschiff wurde überwiegend, aber nicht ausschließlich mit positiven Kritiken bewertet. Bei Rotten Tomatoes besitzt der Film, basierend auf 18 Kritiken, eine positive Wertung von 72 %. Die Filmbewertungsstelle Wiesbaden verlieh dem Film das Prädikat »Wertvoll«.

„Ambitioniertes Hollywooddrama nach K. A. Porters gleichnamigem Bestseller. Aufwendig und mit einem hochklassigen Ensemble internationaler Kinostars inszeniert, jedoch klischeehaft in der Typenzeichnung und etwas naiv in seiner Bedeutungsschwere.“

„Verfilmung des Bestsellers von K. A. Porter, dessen Inhalt [...] vereinfacht und verfälscht wurde. Von Klischees überwuchert kommen die handlungstragenden Charaktere nicht mehr zur Geltung. Ein ermüdendes, leicht sentimentales und kitschiges Spiel zwischen Atelierskulissen.“

## Soundtrack
- Ernest Gold et al.: Ship of Fools. Motion Picture Score. Ernest Gold Film Music Vol. 2. Artemis, s. l. s. a., Tonträger Nr. ART-F 002 – Einspielung der Filmmusik durch das Boston Pops Orchestra unter der Leitung von Arthur Fiedler